# 気仙沼湾
座標: 北緯38度52分26秒 東経141度35分50秒 / 北緯38.87389度 東経141.59722度

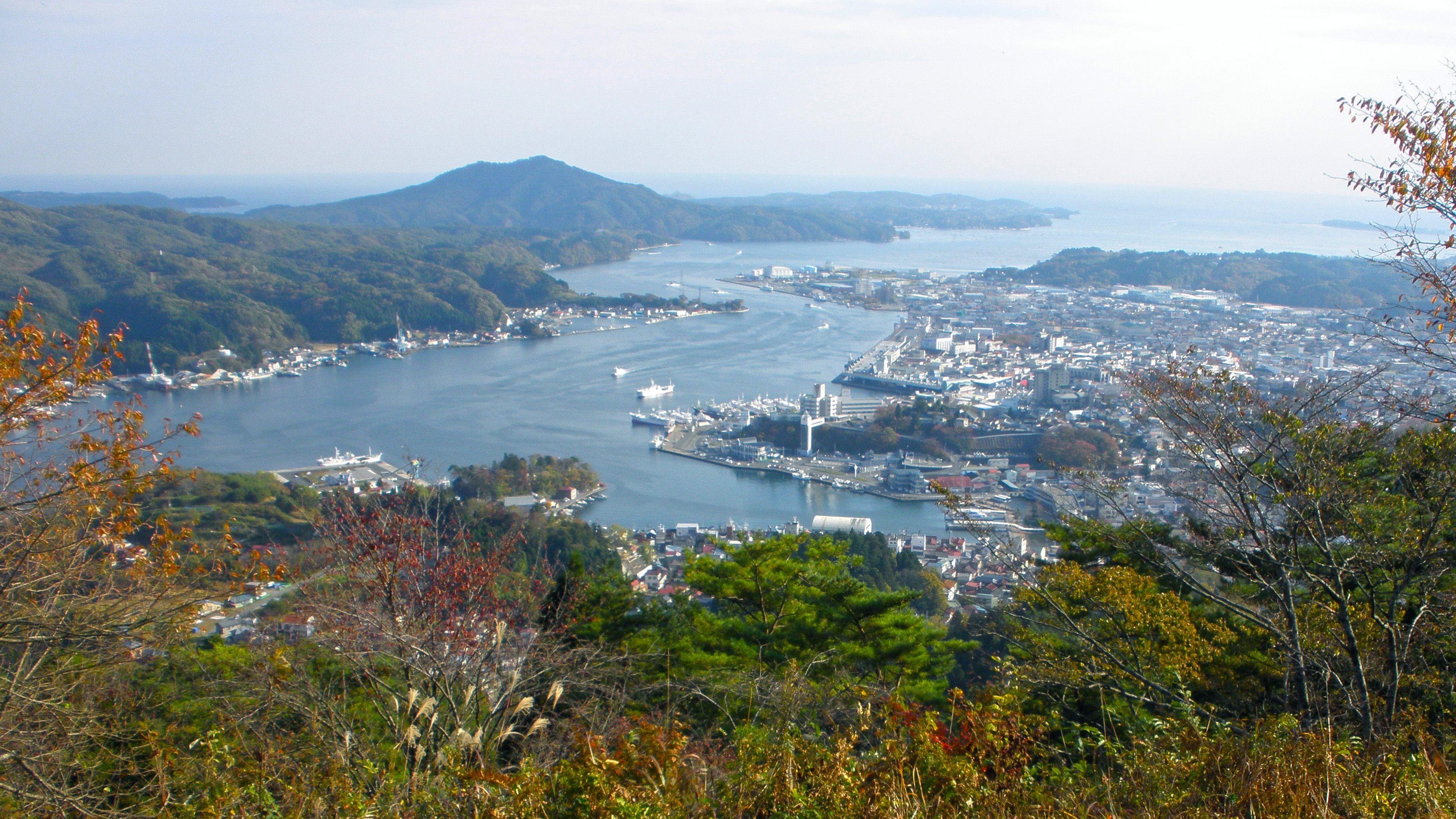
気仙沼湾を北から望む
安波山から撮影 2009年

気仙沼湾（けせんぬまわん）は、宮城県北東部の気仙沼市にある湾。
湾内に大島があり、東側と西側に湾が二分されている。ただし東側について、環境省は、大島北東の恵比寿鼻と旧唐桑町上鮪立278番地西端を結ぶ線までとしているほか、西側についても岩井埼と大島南端の龍舞埼までとして大島南方の岩礁西側は除外している。

## 概要
東側の湾は、東に唐桑半島と西に大島に挟まれ、概ね南北方向に広がっている。南は太平洋に面し、湾奥北西にて大島瀬戸を通じ、西側の湾に繋がっている。湾口の幅は約3km、奥行き約6km。西側の湾は、東に大島と西に本土とに挟まれ、こちらも概ね南北方向に広がっている。湾口の幅は約1.7km、奥行きは約9km。別称として鼎が浦（かなえがうら）とも呼ばれる。リアス式海岸であり、湾内は穏やかな水面が確保されていることもあって、カキやワカメの養殖が行われている。

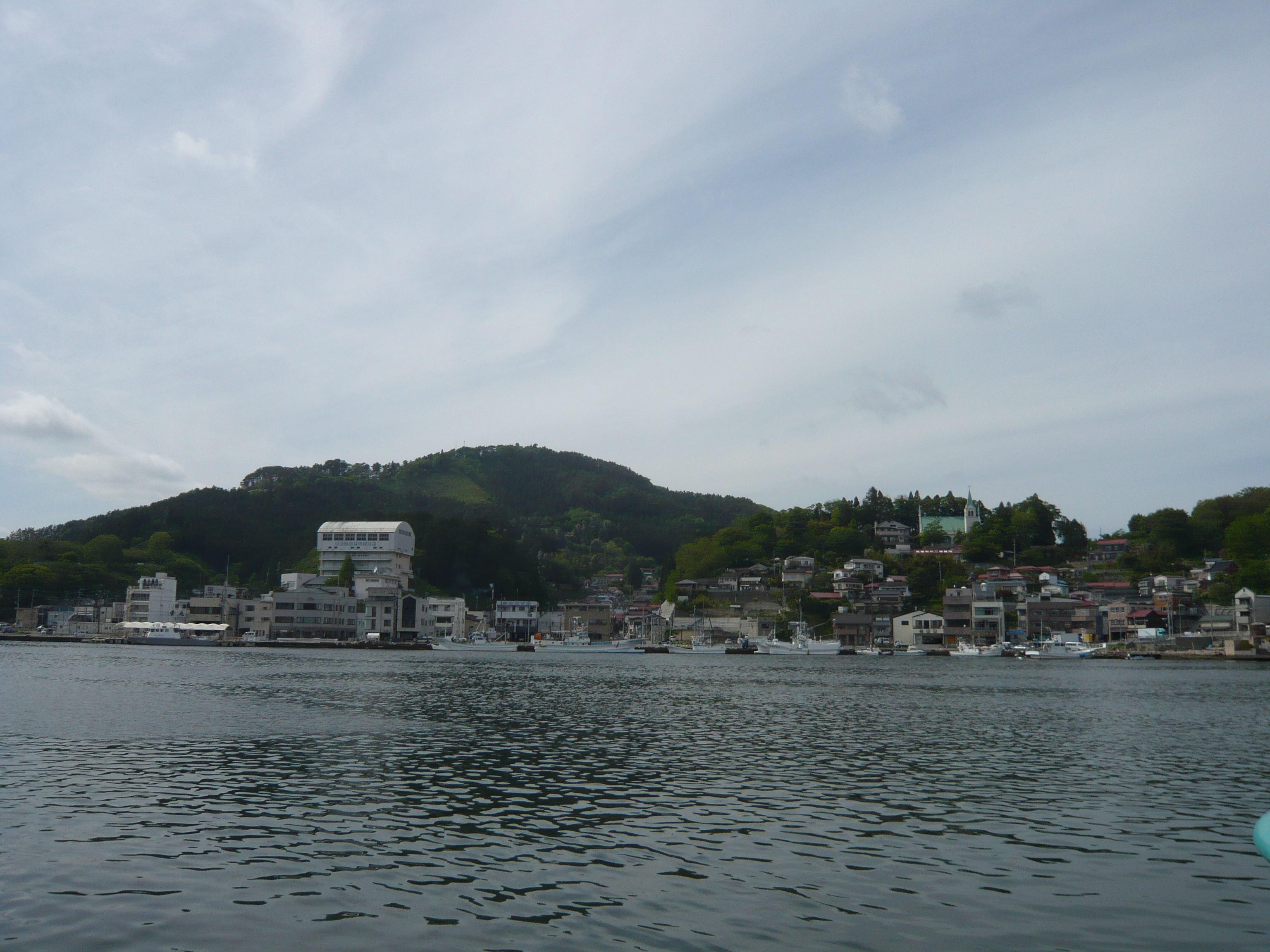
気仙沼お魚いちばから気仙沼湾対岸を望む、奥は安波山

西側の湾の最奥部に気仙沼港があり、気仙沼の市街地も位置している。この他にも波路上漁港や浦の浜漁港など小規模な漁港が多数見られる。河川としては、湾奥に大川や鹿折川が流入してきており、ほかにも中小河川の流入が見られる。
東日本大震災では沿岸が大きな津波被害を受けた。復興対策を兼ねて、三陸沿岸道路 気仙沼道路の一部となる気仙沼湾横断橋（かなえおおはし）（全長1,344 m）の建設が国土交通省により進められ、2021年（令和3年）3月6日に供用開始された。